# 32 a. C.
El año 32 a. C. fue un año común comenzado en lunes o martes, o un año bisiesto comenzado en domingo, lunes o martes (las fuentes difieren) del calendario juliano. También fue un año común comenzado en lunes del calendario juliano proléptico. En aquella época, era conocido como el Año del consulado de Enobarbo y Sosio (o, menos frecuentemente, año 722 Ab urbe condita). La denominación 32 a. C. para este año ha sido usado desde principios del período medieval, cuando la era d. C. se convirtió en el método prevalente en Europa para nombrar a los años.

## Acontecimientos
- Cneo Domicio Enobarbo y Cayo Sosio se convierten en cónsules.
- Primavera. Cuarta guerra civil de la República romana, Marco Antonio transfiere su cuartel general desde Samos hasta Atenas, reúne una flota de 500 barcos combatientes y 300 buques de transporte, con una dotación de 150.000 hombres.
- Esparta bajo Euricles, cuyo padre Antonio había sido ejecutado que se ejecutara por piratería, declara su apoyo a César Octaviano. Lappa (moderno Argyroupoli) en Ática y Cidonia en Creta se rebelan contra Cleopatra.
- Julio. El Senado romano declara la guerra a Marco Antonio y Cleopatra VII. César Octaviano es proclamado dux y le juran (sacramentum) lealtad las provincias occidentales: Galia e Hispania, África, Sicilia y Cerdeña. Para asegurar este juramento, Octaviano fuerza a que se le entregue el testamento de Antonio, custodiado por las Vírgenes Vestales, que dará información sobre los territorios conquistados por los romanos como reinos y planes de construir una tumba en Alejandría para él y Cleopatra.
- Invierno. Antonio distribuye guarniciones a lo largo de la costa occidental de Grecia, estaciona la flota en Accio y pone su cuartel general en Patras.
- Zacinto es retenida por Cayo Sosio, Modona (Mesenia) por Bogud de la casa real de Mauretania, exiliado por su hermano Boco II.

## Fallecimientos
- Tito Pomponio Ático, noble romano de la clase ecuestre (n. 109 a. C.)